# Villa Bernhard Große (Niederlößnitz)
Die Villa, die sich der Baumeister Bernhard Große zwischen 1891 und 1894 auf eigener Parzelle selbst errichtete, liegt im Stadtteil Niederlößnitz der sächsischen Stadt Radebeul, in der Heinrich-Heine-Straße 10.

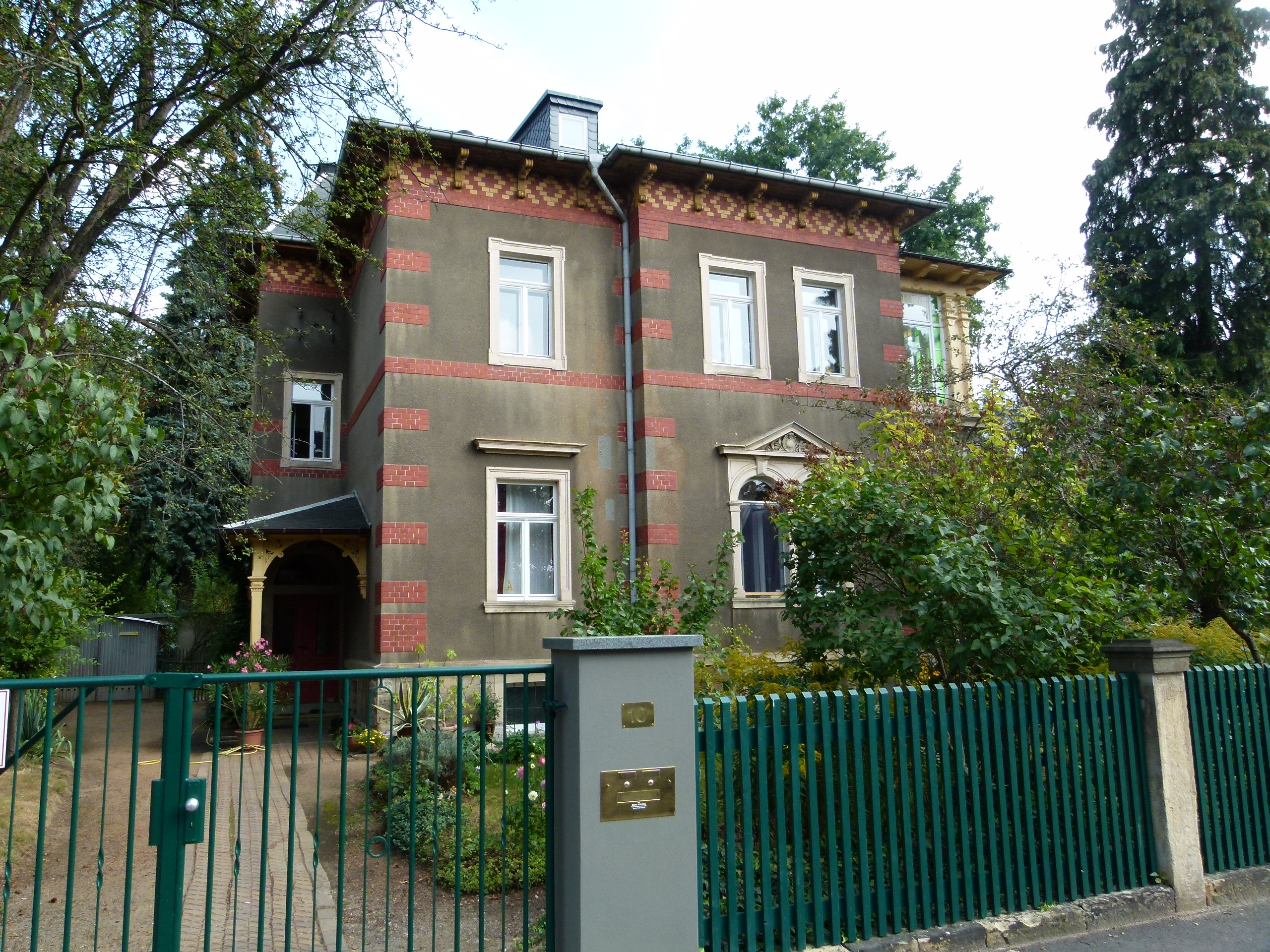
Villa Bernhard Große (2012)

## Beschreibung

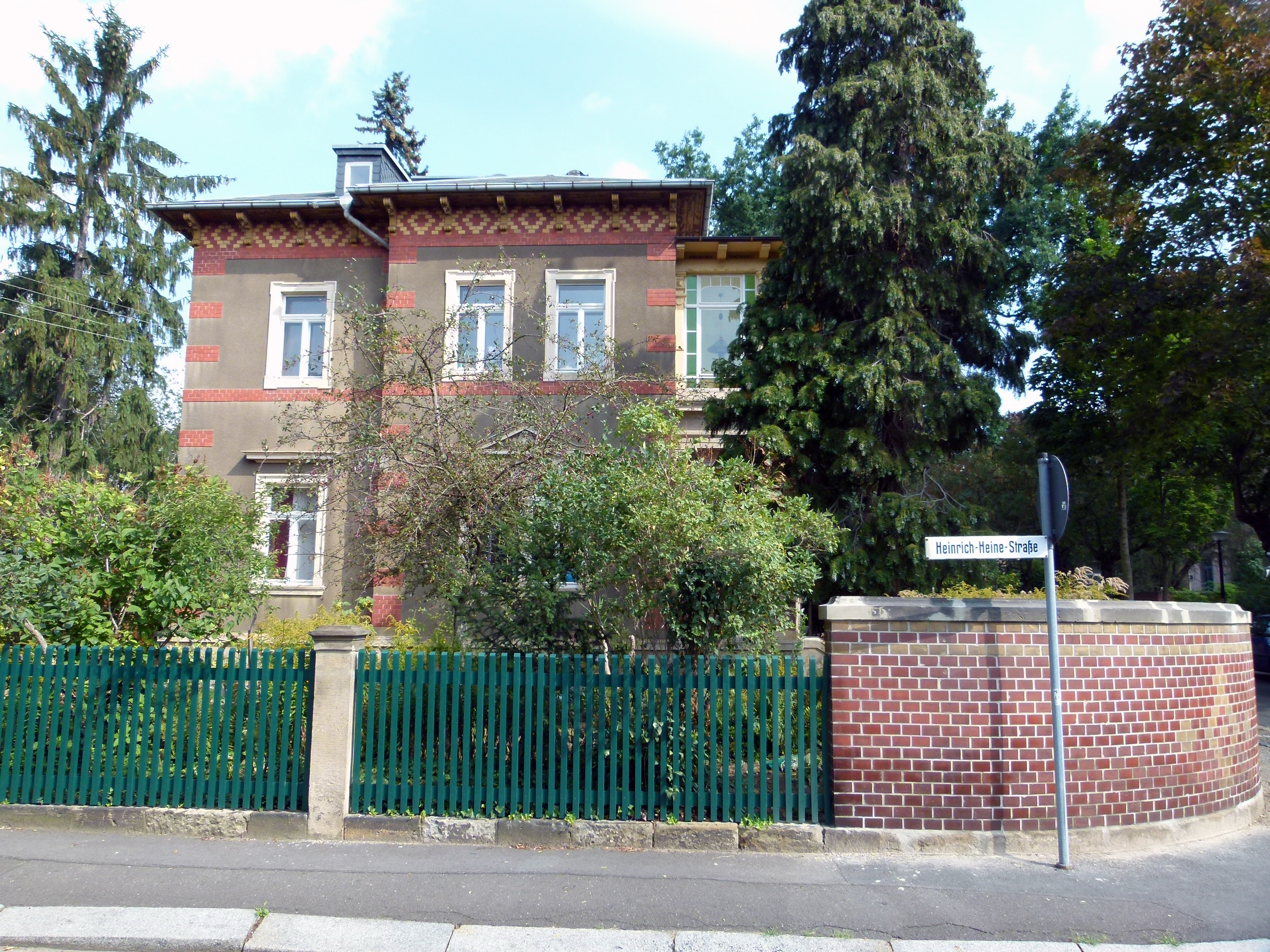
Villa Bernhard Große (2012)

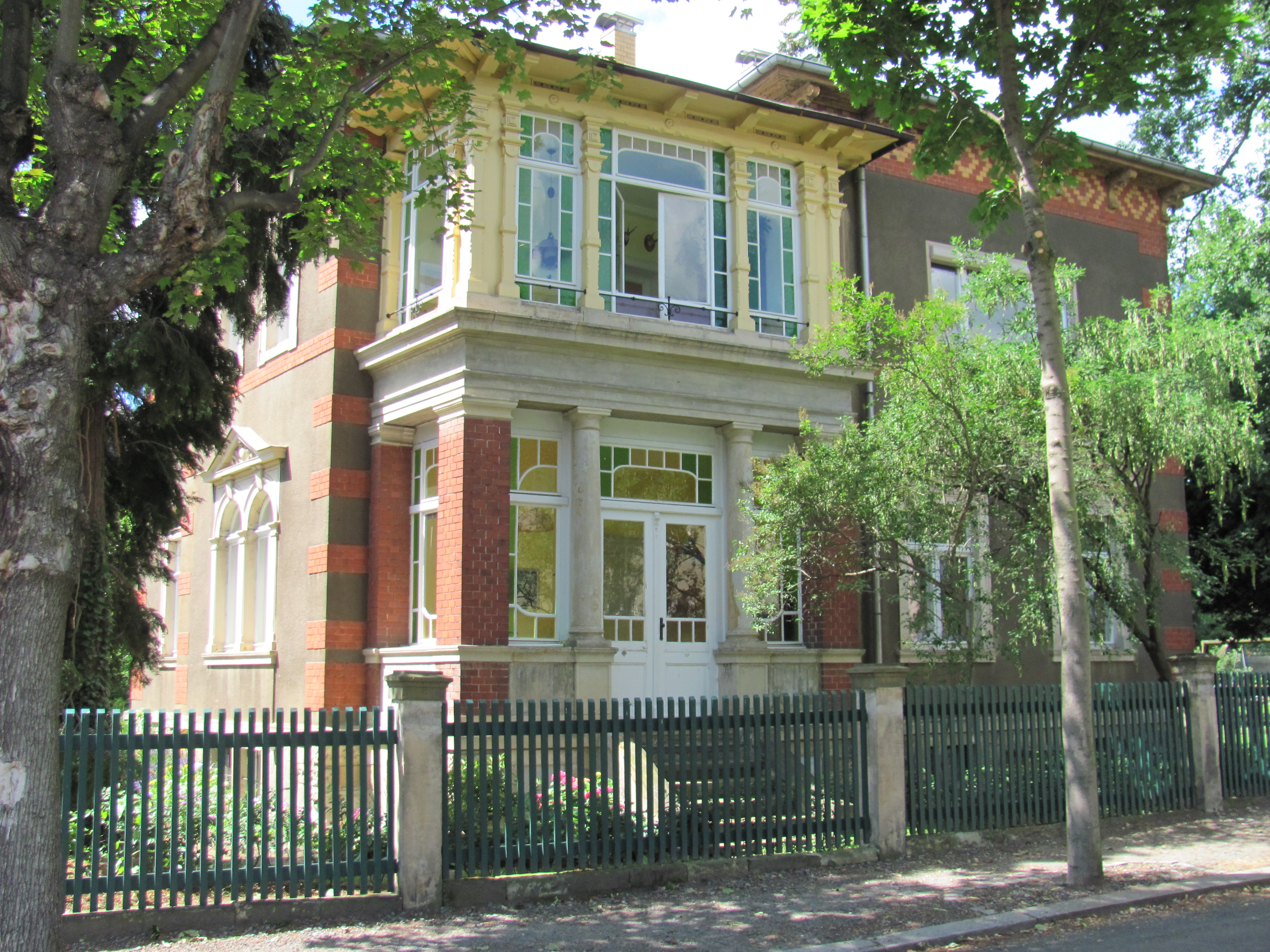
Villa Bernhard Große (2015)

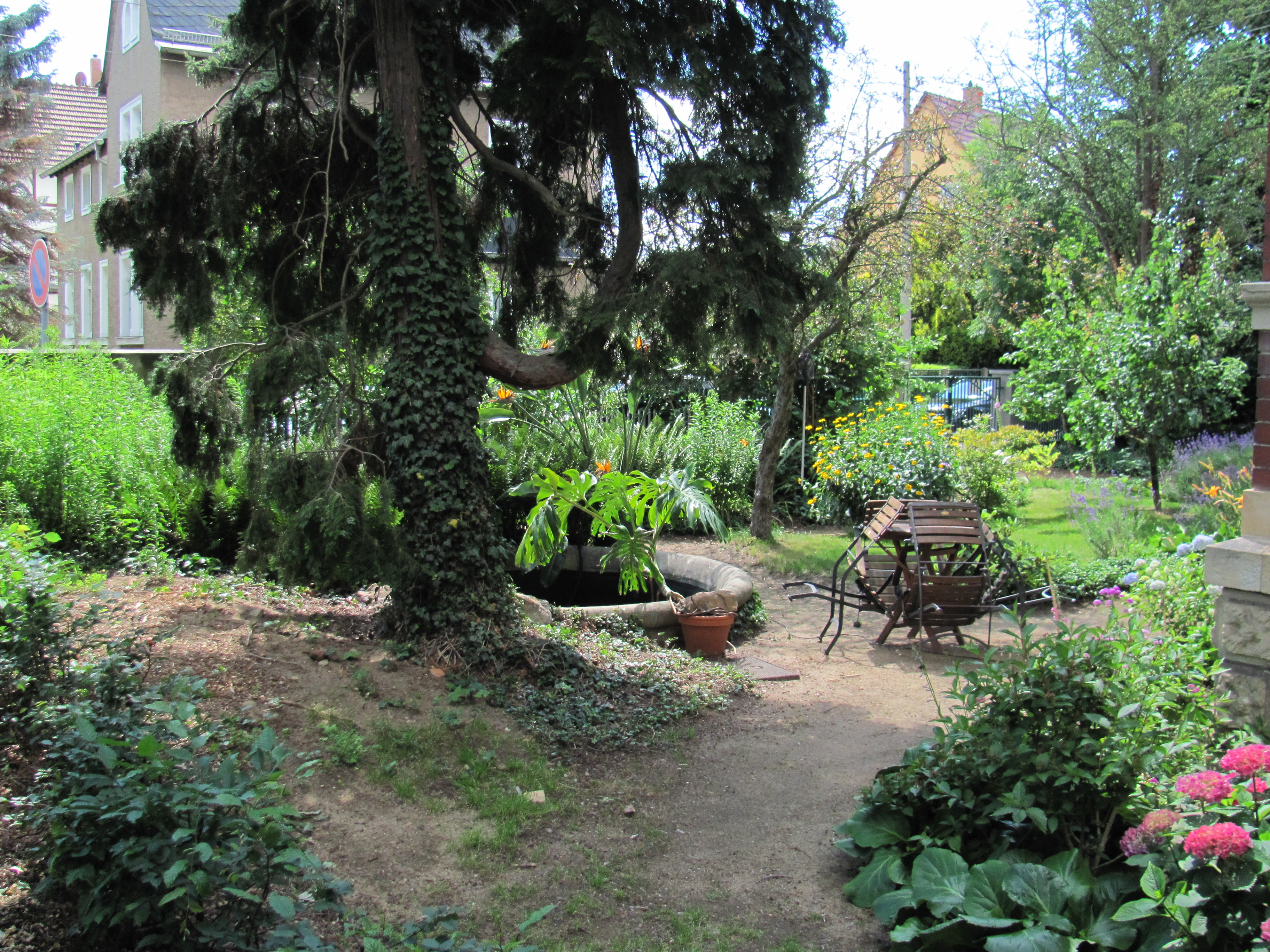
Villa Bernhard Große: Schalenbrunnen zur Kreuzung hin

Die zweigeschossige, mitsamt Einfriedung, Garten und Brunnen unter Denkmalschutz stehende Villa mit Einfriedung, Garten und Brunnen liegt auf einem Eckgrundstück zur Horst-Viedt-Straße. Die Wegeführungen und -einfassungen der originalen Gartenanlage sind bis heute erhalten. Darüber hinaus steht im Garten ein Schalenbrunnen (denkmalpflegerische Nebenanlage).
Das Gebäude steht auf einem Sockel aus Polygonalmauerwerk, das flache und abgeplattete sowie weit überkragende Walmdach ist verschiefert. Die Fassaden sind asymmetrisch ausgebildet. Der leicht veränderte Putzbau weist ziegelsteinsichtige Bandgliederungen und Sandsteingliederungen auf, dazu Ecklisenen, Stuckornamentik und farbige Zierausmauerungen des Kniestocks. Über den Fenstern befinden sich Verdachungen im Stil der italienischen Renaissance. Die ornamentierten Jalousienbleche in den Fenstern waren bei Helas (2007) zum Großteil erhalten, sind inzwischen (2012) jedoch abgebaut.
In der Hauptansicht zur Heinrich-Heine-Straße steht ein Seitenrisalit, dazu ein rundbogiges Koppelfenster im Erdgeschoss. In der anderen Straßenansicht steht ebenfalls ein Seitenrisalit auf der rechten Seite, links daneben eine zweigeschossige massive und verglaste Veranda mit Holzzierrat im Obergeschoss.
Auf der westlichen Rückseite des Hauses befindet sich der Eingang, der über eine Freitreppe erreicht wird. Dieser wird durch ein von Pfeilern gestütztes Vordach geschützt und führt in einen Treppenturm mit Pyramidenstumpfdach.
Die Einfriedung bestand bei Helas (2007) noch aus aufwendigen Holzzaunfeldern zwischen Sandsteinpfeilern mit Plattenabdeckungen, die Zaunfelder wurden inzwischen (2012) jedoch zum Lattenzaun verändert.